# 화산 분화의 예측

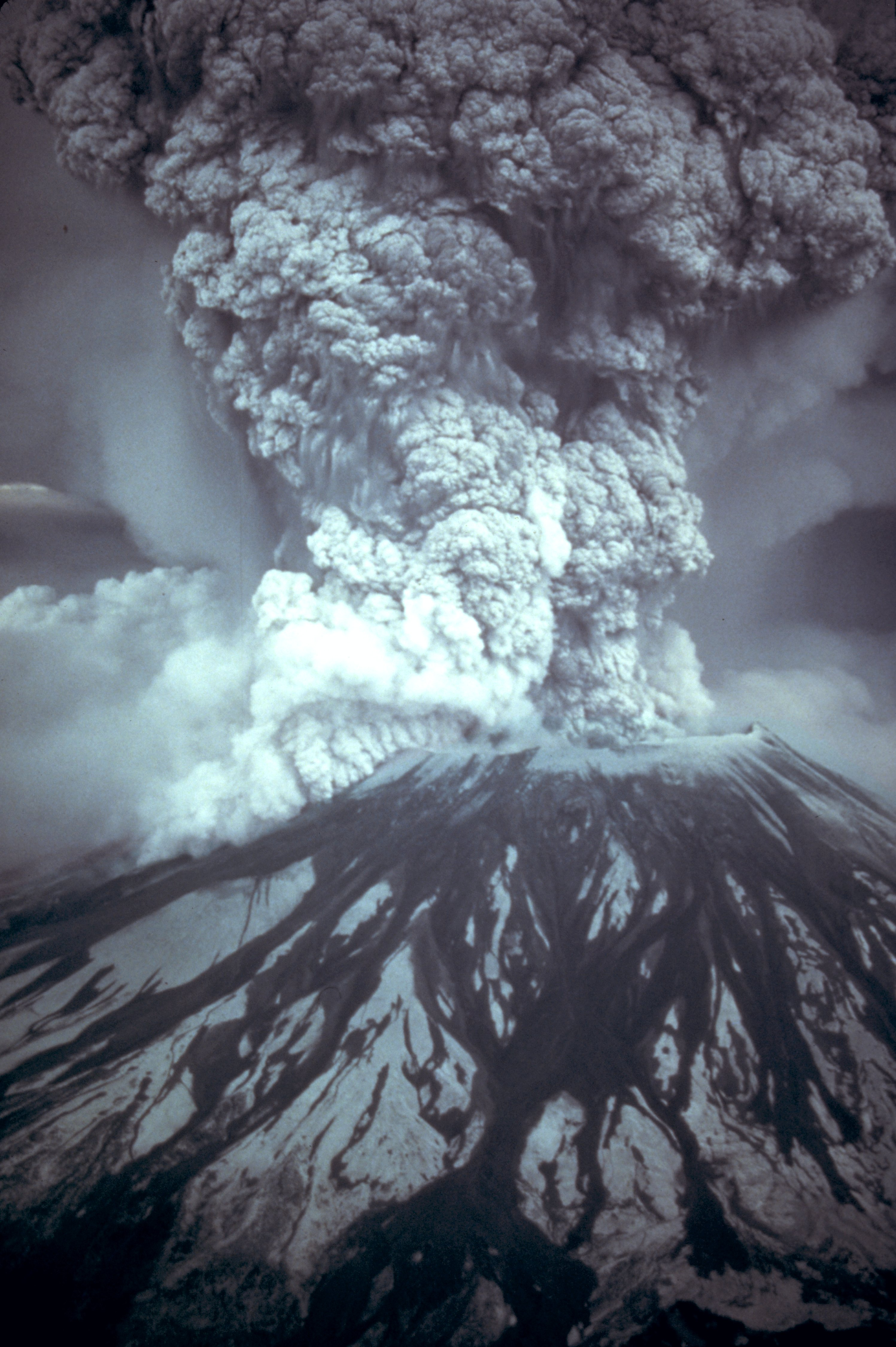
PDT 기준 1980년 5월 18일 오전 8시 32분에 폭발적으로 분화한 세인트헬렌스산.

화산 분화의 예측(영어: prediction of volcanic eruption, volcanic eruption forecasting)은 화산 분화의 시간과 심각도를 예측하기 위한 학제간 모니터링과 연구의 노력을 말한다.
지진 예측과 마찬가지로 화산분화의 예측도 분화에 앞선 전조현상을 잘 살펴봄으로써 가능하다. 지진과는 달리 화산의 경우는 이변(異變)이 일어나는 장소가 정해져 있기 때문에, 언제·얼마만큼의 크기인가 하는 두 가지 요소를 예측하면 된다. 전조현상으로서는 화산성 미동(微動)·지형변동·지온분기용천(地溫噴氣湧泉)의 변화·지자기·지전류중력(地電流重力)의 변화 등이 있다.

## 같이 보기
- 지진 예측
- 미국 지질조사국